# Grand Prix Francji 1995

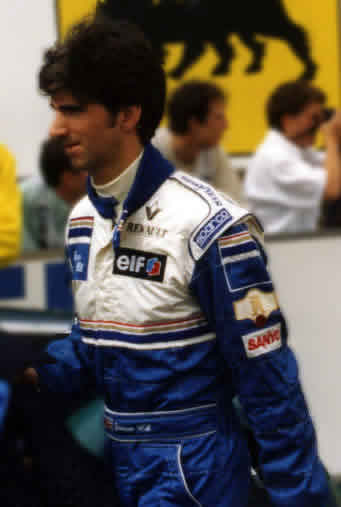
Damon Hill podczas Grand Prix Francji 1995

Grand Prix Francji 1995 (oryg. Grand Prix de France) – siódma runda Mistrzostw Świata Formuły 1 w sezonie 1995, która odbyła się 30 czerwca - 2 lipca 1995, po raz piąty na torze Circuit de Nevers Magny-Cours.
81. Grand Prix Francji, 45. zaliczane do Mistrzostw Świata Formuły 1.

## Wyniki

### Kwalifikacje
| P  | Nr | Kierowca                 | Konstruktor(-silnik) | Opony | Czas     | Odstęp   | Strata   |
| -- | -- | ------------------------ | -------------------- | ----- | -------- | -------- | -------- |
| 1  | 5  | Damon Hill               | Williams-Renault     | G     | 1:17.225 | -        | -        |
| 2  | 1  | Michael Schumacher       | Benetton-Renault     | G     | 1:17.512 | 0:00.287 | 0:00.287 |
| 3  | 6  | David Coulthard          | Williams-Renault     | G     | 1:17.925 | 0:00.413 | 0:00.700 |
| 4  | 27 | Jean Alesi               | Ferrari              | G     | 1:18.761 | 0:00.836 | 0:01.536 |
| 5  | 14 | Rubens Barrichello       | Jordan-Peugeot       | G     | 1:18.810 | 0:00.049 | 0:01.585 |
| 6  | 26 | Olivier Panis            | Ligier-Mugen-Honda   | G     | 1:19.047 | 0:00.237 | 0:01.822 |
| 7  | 28 | Gerhard Berger           | Ferrari              | G     | 1:19.051 | 0:00.004 | 0:01.826 |
| 8  | 8  | Mika Häkkinen            | McLaren-Mercedes     | G     | 1:19.238 | 0:00.187 | 0:02.013 |
| 9  | 25 | Martin Brundle           | Ligier-Mugen-Honda   | G     | 1:19.384 | 0:00.146 | 0:02.159 |
| 10 | 2  | Johnny Herbert           | Benetton-Renault     | G     | 1:19.555 | 0:00.171 | 0:02.330 |
| 11 | 15 | Eddie Irvine             | Jordan-Peugeot       | G     | 1:19.845 | 0:00.290 | 0:02.620 |
| 12 | 30 | Heinz-Harald Frentzen    | Sauber-Ford          | G     | 1:20.309 | 0:00.464 | 0:03.084 |
| 13 | 7  | Mark Blundell            | McLaren-Mercedes     | G     | 1:20.527 | 0:00.218 | 0:03.302 |
| 14 | 4  | Mika Salo                | Tyrrell-Yamaha       | G     | 1:20.796 | 0:00.269 | 0:03.571 |
| 15 | 29 | Jean-Christophe Boullion | Sauber-Ford          | G     | 1:20.943 | 0:00.147 | 0:03.718 |
| 16 | 9  | Gianni Morbidelli        | Footwork-Hart        | G     | 1:21.076 | 0:00.133 | 0:03.851 |
| 17 | 24 | Luca Badoer              | Minardi-Ford         | G     | 1:21.323 | 0:00.247 | 0:04.098 |
| 18 | 10 | Taki Inoue               | Footwork-Hart        | G     | 1:21.894 | 0:00.571 | 0:04.669 |
| 19 | 3  | Ukyō Katayama            | Tyrrell-Yamaha       | G     | 1:21.930 | 0:00.036 | 0:04.705 |
| 20 | 23 | Pierluigi Martini        | Minardi-Ford         | G     | 1:22.104 | 0:00.174 | 0:04.879 |
| 21 | 17 | Andrea Montermini        | Pacific-Ford         | G     | 1:23.466 | 0:01.362 | 0:06.241 |
| 22 | 16 | Bertrand Gachot          | Pacific-Ford         | G     | 1:23.647 | 0:00.181 | 0:06.422 |
| 23 | 21 | Pedro Diniz              | Forti-Ford           | G     | 1:24.184 | 0:00.537 | 0:06.959 |
| 24 | 22 | Roberto Moreno           | Forti-Ford           | G     | 1:24.865 | 0:00.681 | 0:07.640 |
| P  | Nr | Kierowca                 | Konstruktor(-silnik) | Opony | Czas     | Odstęp   | Strata   |

### Wyścig
| P                 | + / –     | Nr | Kierowca                 | Konstruktor        | Opony | Okr. | Czas / Strata | Komentarz          |
| ----------------- | --------- | -- | ------------------------ | ------------------ | ----- | ---- | ------------- | ------------------ |
| 1                 | 1         | 1  | Michael Schumacher       | Benetton-Renault   | G     | 72   | 1h38:28.429   |                    |
| 2                 | 1         | 5  | Damon Hill               | Williams-Renault   | G     | 72   | +0:31.309     |                    |
| 3                 | Bez zmian | 6  | David Coulthard          | Williams-Renault   | G     | 72   | +1:02.826     |                    |
| 4                 | 5         | 25 | Martin Brundle           | Ligier-Mugen-Honda | G     | 72   | +1:03.293     |                    |
| 5                 | 1         | 27 | Jean Alesi               | Ferrari            | G     | 72   | +1:17.869     |                    |
| 6                 | 1         | 14 | Rubens Barrichello       | Jordan-Peugeot     | G     | 71   | +1 okr.       |                    |
| 7                 | 1         | 8  | Mika Häkkinen            | McLaren-Mercedes   | G     | 71   | +1 okr.       |                    |
| 8                 | 2         | 26 | Olivier Panis            | Ligier-Mugen-Honda | G     | 71   | +1 okr.       |                    |
| 9                 | 2         | 15 | Eddie Irvine             | Jordan-Peugeot     | G     | 71   | +1 okr.       |                    |
| 10                | 2         | 30 | Heinz-Harald Frentzen    | Sauber-Ford        | G     | 71   | +1 okr.       |                    |
| 11                | 2         | 7  | Mark Blundell            | McLaren-Mercedes   | G     | 70   | +2 okr.       |                    |
| 12                | 5         | 28 | Gerhard Berger           | Ferrari            | G     | 70   | +2 okr.       |                    |
| 13                | 4         | 24 | Luca Badoer              | Minardi-Ford       | G     | 69   | +3 okr.       |                    |
| 14                | 2         | 9  | Gianni Morbidelli        | Footwork-Hart      | G     | 69   | +3 okr.       |                    |
| 15                | 1         | 4  | Mika Salo                | Tyrrell-Yamaha     | G     | 69   | +3 okr.       |                    |
| 16                | 8         | 22 | Roberto Moreno           | Forti-Ford         | G     | 66   | +6 okr.       |                    |
| Niesklasyfikowani |           |    |                          |                    |       |      |               |                    |
|                   |           | 17 | Andrea Montermini        | Pacific-Ford       | G     | 62   |               | niesklasyfikowany  |
|                   |           | 29 | Jean-Christophe Boullion | Sauber-Ford        | G     | 48   |               | skrzynia biegów    |
|                   |           | 16 | Bertrand Gachot          | Pacific-Ford       | G     | 24   |               | skrzynia biegów    |
|                   |           | 23 | Pierluigi Martini        | Minardi-Ford       | G     | 23   |               | skrzynia biegów    |
|                   |           | 2  | Johnny Herbert           | Benetton-Renault   | G     | 2    |               | kolizja z Alesim   |
|                   |           | 10 | Taki Inoue               | Footwork-Hart      | G     | 0    |               | kolizja z Katayamą |
|                   |           | 3  | Ukyō Katayama            | Tyrrell-Yamaha     | G     | 0    |               | kolizja z Inoue    |
|                   |           | 21 | Pedro Diniz              | Forti-Ford         | G     | 0    |               | kolizja z Martinim |
| P                 | + / –     | Nr | Kierowca                 | Konstruktor        | Opony | Okr. | Czas / Strata | Komentarz          |

### Najszybsze okrążenie
| Nr | Kierowca           | Konstruktor      | Opony | Czas     | Okr. |
| -- | ------------------ | ---------------- | ----- | -------- | ---- |
| 1  | Michael Schumacher | Benetton-Renault | G     | 1:20.218 | 51   |